# La cugina Orietta
La cugina Orietta è stato un programma televisivo di varietà, trasmesso in prima serata sul Secondo Canale da domenica 12 luglio 1970 al successivo 2 agosto, per 4 puntate complessive.

## Descrizione
Era condotto da Orietta Berti, alla prima esperienza da presentatrice, affiancata da Isabella Biagini, Sergio Leonardi e Erminio Macario. La sigla del programma era Semplice felicità. Gli autori erano Mario Amendola e Bruno Corbucci, la direzione musicale era di Riccardo Vantellini.
Al programma presero parte vari cantanti ed attori, tra cui Dalida, Claudio Villa ed il duo composto da Cochi e Renato.